# Pristimantis lynchi
Pristimantis lynchi es una especie de anfibio anuro de la familia Craugastoridae.

## Distribución
Esta especie es endémica de la Cordillera Oriental en Colombia. Habita en los departamentos de Boyacá y Santander entre los 2460 y 3340 m sobre el nivel del mar en el Páramo de Vigajual.

## Descripción
Los machos miden de 21.0 a 27.9 mm y las hembras de 26.7 a 36.4 mm.

## Etimología
Esta especie lleva el nombre en honor a John Douglas Lynch.

## Publicación original
- Duellman & Simmons, 1977 : A new species of Eleutherodactylus (Anura : Leptodactylidae) from the Cordillera Oriental of Colombia. Proceedings of the Biological Society of Washington, vol. 90, n.º 1, p. 60-65[5]